# Boulevard de la Mission-Marchand
Le boulevard de la Mission-Marchand est une voie de communication située à Courbevoie.

## Situation et accès

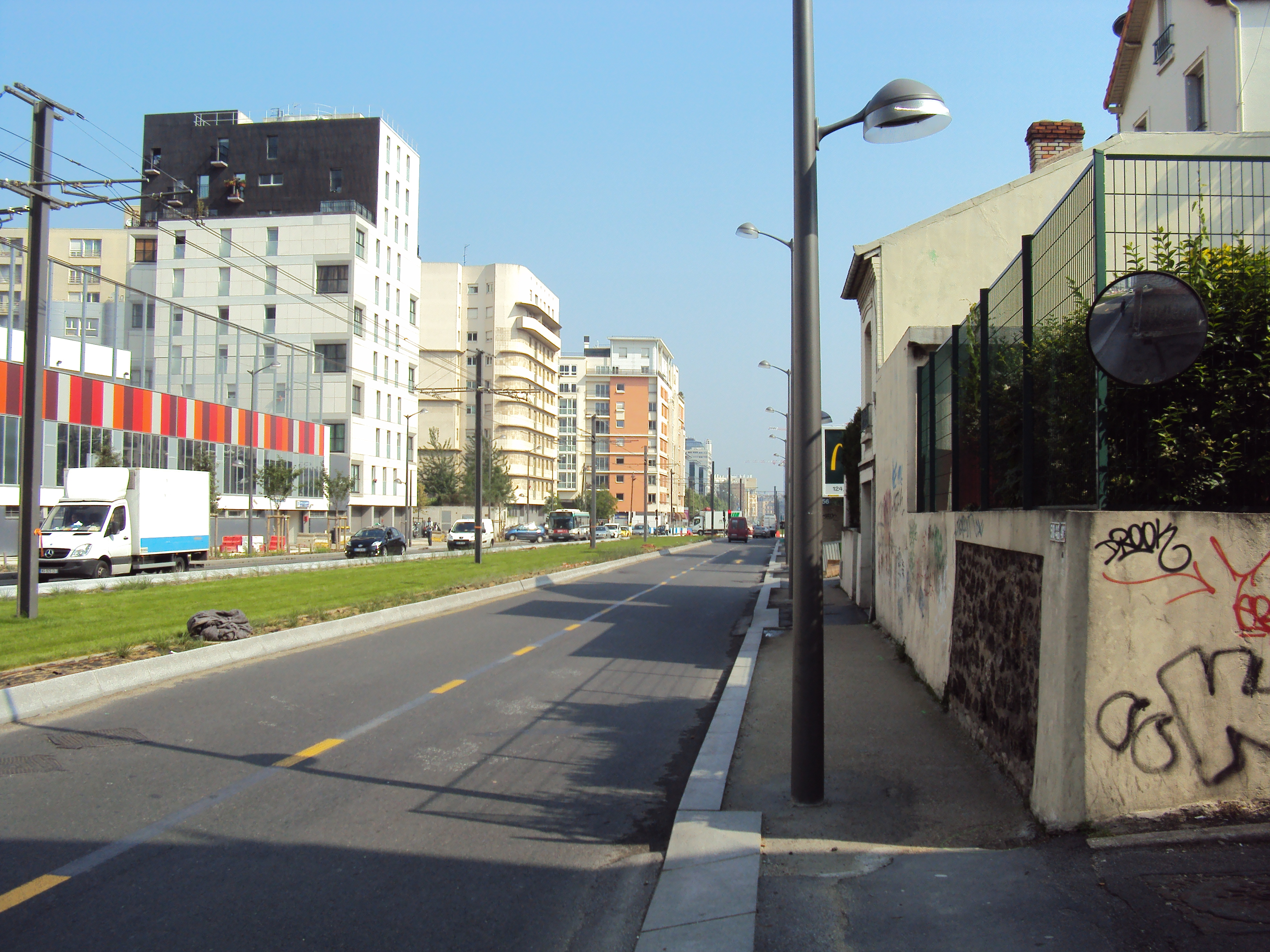
Travaux du T2, juin 2012.

Le boulevard commence son tracé au croisement de la rue des Fauvelles et du boulevard National. Se dirigeant vers le sud, il traverse notamment le croisement de la rue Berthelot et de la rue Gaultier, passe sous la ligne de Paris-Saint-Lazare à Versailles-Rive-Droite, puis se termine dans l'axe de l'avenue de la Division-Leclerc, au niveau du viaduc du boulevard circulaire de la Défense.
Il est accessible par la gare de Courbevoie, la station de métro La Défense, sur la ligne 1 du métro de Paris, ainsi que la ligne 2 du tramway d'Île-de-France.

## Origine du nom
Ce boulevard rend hommage à la traversée de l'Afrique effectuée par le commandant Marchand qui avait conquis la ville de Fachoda (Soudan) en 1898.

## Historique

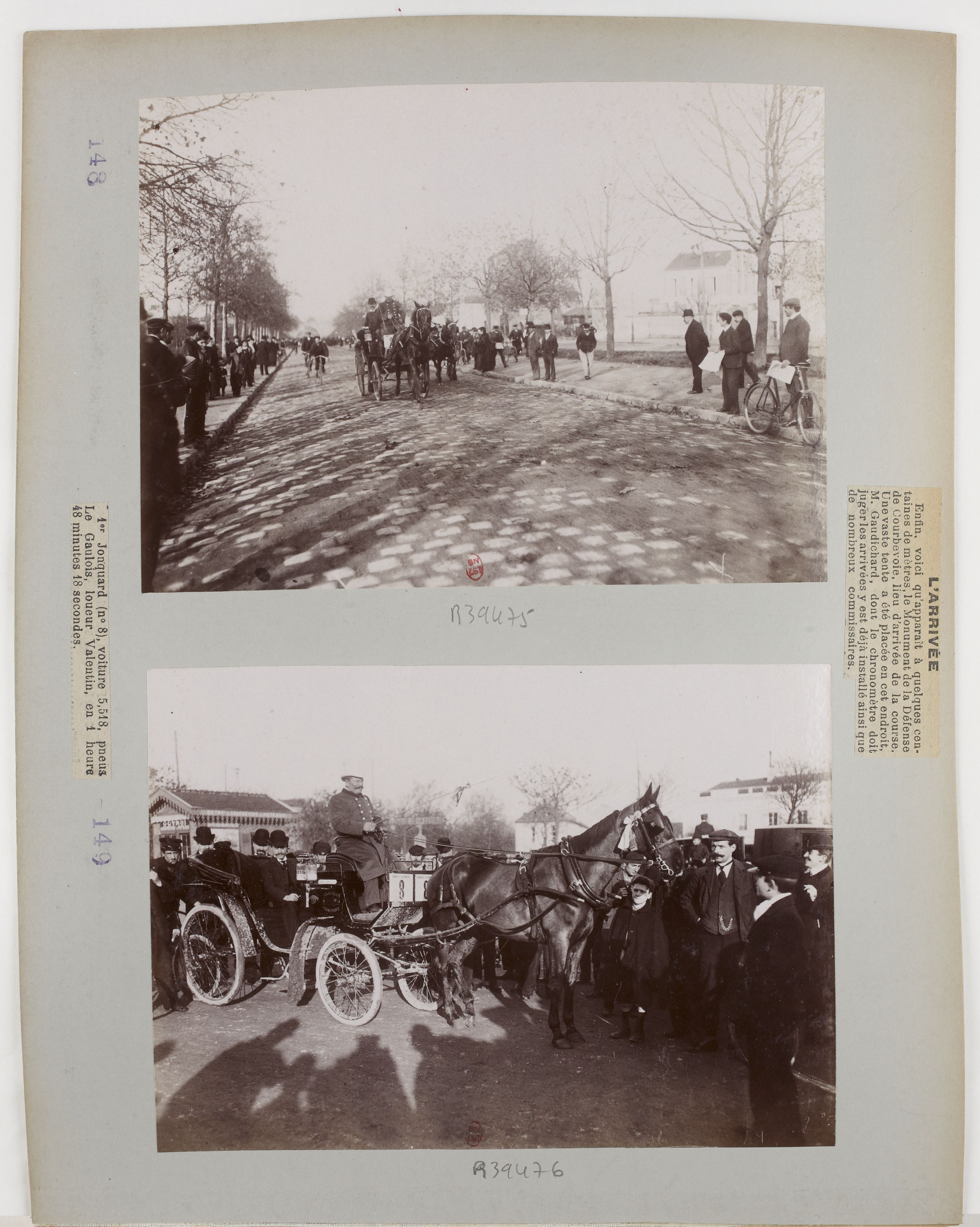
Course de fiacre en 1904.

Au début du XXe siècle, le boulevard a vu naître de nombreuses entreprises pharmaceutiques.

## Bâtiments remarquables et lieux de mémoire
- Parc Jacques-Cartier.
- Église Saint-Adrien de Courbevoie, à l'angle de la rue Berthelot.
- Au numéro 20, l'école Alfred-de-Muysset, construite entre 1906 et 1912[3],[4].